# CDIO
| Sigles de 2 caractères   |
| Sigles de 3 caractères   |
| ► Sigles de 4 caractères |
| Sigles de 5 caractères   |
| Sigles de 6 caractères   |
| Sigles de 7 caractères   |
| Sigles de 8 caractères   |

CDIO (sigle anglais pour Conceive — Design — Implement — Operate, pouvant se traduire en français par  Imaginer — Concevoir — Réaliser — Exploiter) est une initiative éducative pour la formation d'ingénieurs fondée par le Massachusetts Institute of Technology à la fin des années 1990. Devenu depuis 2000 une collaboration internationale regroupant des formations d'ingénieurs du monde entier, adoptant le même cadre de formation.
Les collaborateurs dialoguent sur ce qui fonctionne et sur ce qui ne fonctionne pas, et continuent à améliorer le projet.
Le syllabus du CDIO est constitué de quatre parties
1. Connaissances techniques et Raisonnement
2. Compétences personnelles et professionnelles
3. Compétences interpersonnelles : travail d'équipe et communication
4. Activités de l'ingénieur et leurs contextes

## Membres
Voir liste sur WP anglais

### Source
- (en) Edward Crawley; Johan Malmqvist; Sören Östlund; Doris Brodeur, Rethinking Engineering Education, The CDIO Approach, New York, Springer, 2007 (ISBN 978-0-387-38287-6, LCCN 2007921087)